# うかみ
うかみは、日本の男性漫画家、イラストレーター。

## 経歴・人物
静岡県立浜松湖南高等学校を卒業後、近畿大学理工学部情報学科に進学。
バンドとサッカーを好む。
『ガヴリールドロップアウト』のアニメ化の際に、一気に4巻分のネームを書き上げたというエピソードがある 。

## 作品リスト

### 漫画作品
- 『青春おうか部』アスキー・メディアワークス〈電撃コミックスEX〉、2013年2月27日発売[5]、ISBN 978-4-04-891447-5（『月刊コミック電撃大王』2012年6月号 - 2013年12月号）
- 『ガヴリールドロップアウト』KADOKAWA〈電撃コミックスNEXT〉既刊15巻（『コミック電撃だいおうじ』2013年12月 - 連載中）
- 『デュアルな彼女の倒し方』講談社〈KCデラックス〉全3巻（『マガジンポケット』2021年4月 - 2022年4月）
  1. 2021年9月27日発売[6][7]、ISBN 978-4-06-524503-3
  2. 2021年12月9日発売[8]、ISBN 978-4-06-526307-5
  3. 2022年6月9日発売[9]、ISBN 978-4-06-528172-7

### イラスト
ライトノベル
- クズと天使の二周目生活（2017年 - 、天津向著、ガガガ文庫、既刊5巻）

テレビアニメ
- うちのメイドがウザすぎる!（2018年）第1話エンドイラスト
- 私に天使が舞い降りた!（2019年）第5話エンドイラスト
- 世話やきキツネの仙狐さん（2019年）第4話エンドイラスト
- 恋する小惑星（2020年）第9話エンドイラスト

アンソロジー
- 転生貴族の異世界冒険録 アンソロジーコミック3（2023年）カバーイラスト